# Bisdom Yokohama
Het Bisdom Yokohama (Latijn: Dioecesis Yokohamaensis, Japans: カトリック横浜教区, katorikku Yokohama kyōku) is een in Japan gelegen rooms-katholiek bisdom met zetel in de stad Yokohama. Het bisdom behoort tot de kerkprovincie Tokio, en is, samen met de bisdommen, Niigata, Saitama, Sapporo en Sendai suffragaan aan het aartsbisdom Tokio.
Het bisdom omvat de prefecturen Kanagawa, Nagano, Shizuoka en Yamanashi op het eiland Honshu.

## Geschiedenis
Paus Pius XI stichtte het bisdom op 9 november 1937 met de apostolische constitutie Quod iamdiu. Hiervoor werd een deel van het aartsbisdom Tokio afgestaan. Op 4 januari 1939 verloor het bisdom een gedeelte van het grondgebied aan de apostolische prefectuur Urawa.

## Bisschoppen van Yokohama
- 1937-1940: Jean-Baptiste-Alexis Chambon MEP
- 1947-1951: Thomas Asagoro Wakida
- 1951-1979: Lucas Katsusaburo Arai
- 1979-1998: Stephen Fumio Hamao
- 1999-heden: Rafael Masahiro Umemura

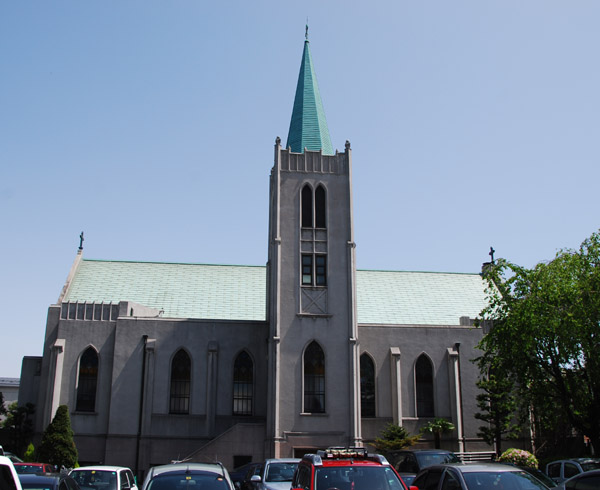
Kathedraal van Yokohama